# Tolla (volksverhaal)
Tolla is een volksverhaal uit Marokko.

## Het verhaal
Tolla woont in een afgelegen kasba en is het armste, maar ook het mooiste meisje van het versterkte dorp. Ze gaat met de andere meisjes naar de woestijn op zoek naar struiken. Met bundels op haar hoofd loopt ze terug en voert blaadjes aan dieren en stookt het vuur met takken. Op een dag vertrekt ze later dan de anderen en vindt niemand. Op de terugweg vindt ze een ijzeren staaf en neemt hem mee. Hij biedt bescherming tegen djinns en demonen. De staaf wordt zwaarder als ze naar de kasba loopt en hij valt uit haar handen. Een ghoul verschijnt voor haar en zegt dat ze niet bang hoeft te zijn. Ze moet beloven elke dag een brandend stuk hout te brengen en Tolla rent naar huis en vertelt haar ouders wat er is gebeurd.
De ouders zeggen dat ze moet doen wat de ghoul heeft gezegd, anders zal hij zich wreken. Elke dag brengt ze het stuk hout en de ghoul grijpt deze. Op een dag komt Tolla te dicht bij de schuilplaats van de ghoul en hij grijpt haar. Ze huilt van angst en ze komen in een gebied waar het niet zo kaal is. Bij een bron groeien dadel- en vijgenbomen van wel honderd jaren oud. Daartussen staat het huis van de ghoul en Tolla is nu zijn vrouw. De ouders van Tolla zoeken haar en trekken met zonsopgang de woestijn in. Na vele dagen vinden ze het huis van de ghoul en Tolla maalt graan onder een boom.
Tolla verstopt haar ouders in de keuken en vraagt de schaar die haar moeder bij zich draagt. Ze zal 's nachts haar haren afknippen en vluchten. De reus ligt op de helft van haar zwarte haar en bedekt zich met de andere helft, zo is ze zijn gevangene als hij slaapt. Als de ghoul thuiskomt, begint de pan te zingen over de Arabier in het meelhok. De ghoul ruikt mensenvlees en het meisje begint te huilen. Ze zegt dat de pan gek is, waarna ze de inhoud in een knoucha gooit en de pan wegsmijt. Ze zet de ghoul zijn maaltijd voor en hoort dan 's nachts geluiden uit zijn buik komen.
De hinnikende paarden, mekkerende schapen en loeiende koeien zijn die dag verslonden en ze weet nu zeker dat hij slaapt. Voorzichtig knipt ze haar haren af en neemt toverpoeder mee. Ze sluipt met haar ouders weg, maar de reus merkt dat Tolla weg is. Hij zet de achtervolging in, maar Tolla gooit het toverpoeder over hem heen. Een storm steekt op en de reus wordt door bliksem en een zandstorm verblind. Hij wordt door de windvlagen meegevoerd en Tolla en haar ouders komen thuis.
De familie nodigt alle talebs uit voor een feest en ze danken God. De talebs dragen hoofdstukken uit de Koran voor en de volgende dag worden familie en vrienden uitgenodigd. De neef van Tolla is onder de indruk en hij vraagt haar ten huwelijk. Tolla accepteert en haar gewone leven begint weer. Op een dag hoort ze een stem vragen om een brandend stuk hout. De ghoul is terug en Tolla belooft hem zijn wens te vervullen. Elke ochtend gaat ze met het hout naar de plek, maar ze is altijd op haar hoede gegrepen te worden. De echtgenoot graaft een diepe kuil vlak bij de plek, steekt een vuur aan en doet er takken en bladeren op.
Als de ghoul zijn brandend hout komt halen, valt hij in de kuil. Hij vraagt Tolla nog een takje op het vuur te gooien, maar ze is wijzer en zegt dat hij al ongelukkig genoeg is. De ghoul kan haar nu niet grijpen en er blijft alleen as op de bodem van de kuil. Tolla is vrij en iedereen viert het huwelijk tussen Tolla en haar neef.

## Achtergronden
- Tijdens lange winteravonden worden in Marokko verhalen verteld. Iedereen luistert naar de verhalen over reuzen en geesten.
- In dit verhaal speelt een duidelijke waarschuwing een rol; meisjes moeten niet alleen op stap gaan. Om niet te veel schrik aan te jagen, wordt vaak afgesloten met de zin: het was maar een verhaaltje.
- Tolla weigert nog een takje op het vuur te gooien. Ook in De draak met de zeven koppen weigert de hoofdpersoon nogmaals te steken, hij is ook maar één keer geboren. Vergelijk ook de straf, door de valse bruid zelf bedacht, in De ganzenhoedster.
- Er zijn vele verhalen over kleine personen die ontsnappen aan een grote reus, zoals Keloglan trekt eropuit om de man te worden van de reuzin, Klein Duimpje en Onderdeurtje.